# 市川市立第六中学校
市川市立第六中学校（いちかわしりつ だいろくちゅうがっこう）は、千葉県市川市鬼高にある公立中学校。

## 沿革
- 1959年4月 - 開校（鬼高小学校の校舎一部使用）
- 1962年3月 - 校歌制定。勝承夫作詞、平井康三郎作曲
- 1969年10月 - 創立10周年、記念碑、記念植木、記念誌発行
- 1973年3月 - 鉄筋新校舎6教室、理科室増室
- 1979年10月 - 創立20周年、記念碑、記念講演、記念誌発行
- 1980年4月 - 学校の規模拡大により学区の一部を市川市立高谷中学校に変更。201人が学校変更となった。
- 1985年12月 - 新校舎落成
- 1986年3月 - 新体育館落成
- 1989年10月 - 創立30周年記念式典
- 1999年11月 - 創立40周年記念式典
- 2001年8月 - 校庭全面改修、ベランダ設置、別館外装全面改修
- 2004年1月 - 管弦楽部がTBSこども音楽コンクール全国大会で文部科学大臣奨励賞を受賞
- 2008年8月 - 本館外装面全面改修
- 2009年1月 - 管弦楽部がTBSこども音楽コンクール全国大会で文部科学大臣奨励賞を受賞
- 2009年2月 - 健康教育推進学校指定
- 2009年11月 - 創立50周年式典、記念公演、記念誌発行
- 2015年10月 - 管弦楽部(重奏)が日本学校合奏コンクールソロアンサンブルコンテスト全国大会で金賞・郡山市長賞(全国2位)
- 2017年3月-管弦楽部が第20回定期演奏会を開催(市川市文化会館大ホール)

## 部活動
- 陸上部
- 卓球部
- バレーボール部
- バスケットボール部
- 管弦楽部
- 野球部
- パソコン部
- ソフトテニス部
- 剣道部
- 美術部
- ソフトボール部

## 委員会
- 学級委員会
- 選挙管理委員会
- 校則改正委員会
- 図書委員会
- 生活委員会
- 保健委員会
- 体育委員会
- 美化委員会
- 放送委員会

## 著名人
- 相川亮二-横浜DeNAベイスターズバッテリーコーチ

## 学区
八幡一丁目8 - 24番、南八幡一・二丁目、鬼越一丁目1 - 8番、鬼越二丁目、鬼高一 - 四丁目、高石神34 - 39番、稲荷木一 - 三丁目、田尻一丁目、田尻二丁目1 - 5番、同9 - 16番、田尻五丁目1 - 4番、同6番

## 所在地
- 千葉県市川市鬼高三丁目16番1号

## 交通
- JR東日本下総中山駅より徒歩14分。
- 京成電鉄鬼越駅より徒歩14分。